# Kim Delaney
Kim Delaney (født 29. november 1961 i Philadelphia i Pennsylvania) er en amerikansk Emmy Award-vindende skuespiller, som er mest kendt for sin rolle som detektiv Diane Russell i dramaserien NYPD Blue. Siden 2007 har hun spillet Claudia Joy Holden i Lifetimes Army Wives. Hun har tidligere haft flere større roller i tv-serier, heriblandt i All My Children, Philly og CSI: Miami (dog kun 10 episoder i sidstnævnte).
Kims forældre hedder Joan og Jack Delaney, og hun voksede op sammen med fire brødre. Hun gik på skuespillerskole i New York, samtidig med at hun arbejdede som model.
Delaney har været gift to gange. Første gang med skuespiller Charles Grant fra 1984 til 1988. I 1989 giftede hun sig med skuespilleren Joseph Cortese. De blev skilt i 1994. I 2005 mistede hun forældremyndigheden over sin 15 år gamle søn på grund af alkoholproblemer.